# 野村雪江
野村 雪江（のむら せっこう、1875年（明治8年）10月15日 - 1961年（昭和36年）5月22日）は熊本市出身の日本画家。本名、宮原 初喜（みやはら はつき）。
1903年（明治36年）、野村文挙(のむらぶんきょ)の長女きみと婚姻。養子縁組のため、宮原から野村姓に変更される。
東京文化財研究所書画家人名ベースに作品の一部が掲載されており、宮内庁三の丸尚蔵館に「逸馬図」が保管されている。
石碑（墓石）は東京都港区赤坂の報土寺にある。
野村文挙の養嗣子で、ピアニストの宮原慶太は孫。
花鳥画、中でも馬の絵を得意としていた。